# Unterseeboot 1224
L'Unterseeboot 1224 (ou U-1224) est un sous-marin allemand du type IX classe C/40 utilisé par la Kriegsmarine puis par la Marine impériale japonaise pendant la Seconde Guerre mondiale.

## Historique
Après son temps d'entraînement initial à Hambourg au sein de la 31. Unterseebootsflottille jusqu'au 15 février 1944, l'U-1224 sert dans les forces japonaises (Marine impériale japonaise) sous la désignation Ro-501.

### Kriegsmarine
Le U-1224 est d'abord utilisé comme navire-école pour les sous-mariniers japonais. Il participe à des activités de transfert de technologie. 
Il instruit des marins japonais dans la mer Baltique. Un petit équipage de marins de la Kriegsmarine a ainsi formé 48 marins japonais en mer d'octobre 1943 à février 1944.

### Dai-Nippon Teikoku Kaigun (Marine impériale japonaise)
Après trois mois d'entraînement de l'équipage japonais, l' U-1224 entre en service dans la marine japonaise sous le nom Ro-501. Le capitaine Norita Sadatoshi commande le Ro-501 chargé de transporter un chargement de matériel de guerre, de plans et d'autres cargaisons secrètes de Kiel à Penang, en Malaisie. La mission est inachevée.

### Transfert de technologie
L'Allemagne et le Japon étaient séparés par de grandes distances et, en 1944, ils étaient de plus en plus coupés l'un de l'autre. 
Bien qu'aucune des deux puissances n'ait été en mesure d'envoyer des renforts ou des armements significatifs à l'autre, elles utilisent des sous-marins pour partager des renseignements, des plans d'armement, des experts et des matériaux essentiels. La furtivité des sous-marins laisse espérer de bonnes chances de succès. Entre 1942 et 1944, environ 35 sous-marins ont tenté le voyage de l'Europe vers l'Extrême-Orient ; et au moins onze ont fait le voyage de l'Extrême-Orient vers l'Europe.
Lors de son voyage de l'Allemagne en Malaisie, le Ro-501 transporte des métaux précieux, du verre optique non coupé, les modèles et les plans nécessaires à la construction d'un U-Boot de type IX, ainsi que les moteurs et les plans de l'avion de chasse à réaction Messerschmitt Me 163 "Komet". Les sous-mariniers japonais formés auraient pu partager leurs compétences apprises en Allemagne.

### Naufrage
La route prévue par le Ro-501 pour Penang passe au milieu de l'océan Atlantique, à l'ouest des Açores et des îles du Cap-Vert, puis contourne le Cap de Bonne-Espérance. Il devait rejoindre le sous-marin japonais I-8 dans l'océan Indien pour se ravitailler en carburant, avant de se rendre à destination. 
À la position géographique de 30° 00′ N, 37° 00′ O, le Ro-501 croise un groupe naval anti-sous-marin de la marine américaine composé du porte-avions d'escorte USS Bogue et de cinq destroyers d'escorte, dont l'USS Francis M. Robinson. La présence des navires alliés contraint le Ro-501 à rester en plongée pendant deux jours, au cours desquels ses batteries s'épuisent. 
Son Commandant envoie par radio le signal codé indiquant qu'il est pourchassé. Cette transmission est détectée par les américains ; leur équipement de radiogoniométrie à haute fréquence leur permet de localiser le sous-marin.
Le Francis M. Robinson signale un sous-marin immergé à 19h00 le 13 mai 1944. L'escorte du destroyer engage le combat par une salve complète d'obus de mortier sous-marin lancés vers l'avant, suivie de cinq salves de grenades déclenchées par proximité magnétique. Quatre explosions sous-marines se produisent. 
Les 56 personnes à bord sont tuées : 52 membres d'équipage (dont un opérateur radar allemand et un pilote allemand) plus quatre passagers officiers de la Marine impériale japonaise.
La dernière demeure du U-1224/Ro-501 se trouve à 500 milles nautiques à l'ouest des îles du Cap-Vert, à la position géographique 18° 07′ 59″ N, 33° 12′ 59″ O, à 880 mètres de profondeur.

## Affectations successives
- 31. Unterseebootsflottille du 20 octobre 1943 au 15 février 1944

## Commandement
Kriegsmarine
- Kapitänleutnant Georg Preuss du 20 octobre 1943 au 15 février 1944

Marine Impériale japonaise
- 海軍少佐 (Kaigun-shōsa) Norita Sadatosh du 15 février 1944 au 13 mai 1944

## Navires coulés
L'U-1224 n'a pas coulé, ni endommagé de navire ennemi, n'ayant participé à aucune patrouille de guerre.